# Subitza
Subitza és un consell de Navarra pertanyent al municipi de Galar. La seva població el 2014 va ser de 191 habitants (INE).
La localitat compta amb un club de futbol, el Club Esportiu Subitza, que disputa els seus partits al camp de futbol d'herba artificial situat als afores del poble denominat Sotoburu.

## Comunicacions
| Eskualdeko Hiri Garraioa/Transport Urbà Comarcal |   |
| Taxi Iruñerria                                   |   |
| Zona                                             | B |
| Estaciones                                       |   |